# Promozione Lombardia 1978-1979
Nella stagione 1978-1979 la Promozione era sesto livello del calcio italiano (il massimo livello regionale). Qui vi sono le statistiche relative al campionato in Lombardia.
Il campionato è strutturato in vari gironi all'italiana su base regionale, gestiti dai Comitati Regionali di competenza. Promozioni alla categoria superiore e retrocessioni in quella inferiore non erano sempre omogenee; erano quantificate all'inizio del campionato dal Comitato Regionale secondo le direttive stabilite dalla Lega Nazionale Dilettanti, ma flessibili, in relazione al numero delle società retrocesse dalla Serie D e perciò, a seconda delle varie situazioni regionali, la fine del campionato poteva avere degli spareggi sia di promozione che di retrocessione.

## Girone A

### Squadre partecipanti
| Club                  | Città                   |
| --------------------- | ----------------------- |
| A.C. Angera Calcio    | Angera (VA)             |
| A.C. Ardita Como      | Como (CO)               |
| A.C. Besnatese        | Besnate (VA)            |
| U.S. Besozzo          | Besozzo (VA)            |
| A.C. Bovisio Masciago | Bovisio Masciago (MI)   |
| U.S. Caronnese        | Caronno Pertusella (VA) |
| S.G. Gallaratese      | Gallarate (VA)          |
| U.S. Lonatese         | Lonate Pozzolo (VA)     |
| A.C. Meda Mobili      | Meda (MI)               |
| S.C. Rovellasca 1910  | Rovellasca (CO)         |
| C.G. Sant’Andrea      | Cocquio Trevisago (VA)  |
| Saronno F.B.C.        | Saronno (VA)            |
| A.S. Seveso           | Seveso (MI)             |
| Sondrio Sportiva      | Sondrio (SO)            |
| A.C. Tradate          | Tradate (VA)            |
| A.S. Vergiatese       | Vergiate (VA)           |

### Classifica finale
|  | Pos. | Squadra          | Pt | G  | V  | N  | P  | GF | GS | DR  |
|  | ---- | ---------------- | -- | -- | -- | -- | -- | -- | -- | --- |
|  | 1.   | Saronno          | 41 | 30 | 15 | 11 | 4  | 35 | 16 | 19  |
|  | 2.   | Caronnese        | 37 | 30 | 14 | 9  | 7  | 37 | 23 | 14  |
|  | 3.   | Sondrio          | 36 | 30 | 10 | 16 | 4  | 43 | 26 | 17  |
|  | 4.   | Sant'Andrea      | 35 | 30 | 10 | 15 | 5  | 34 | 23 | 11  |
|  | 4.   | Meda Mobili      | 35 | 30 | 13 | 9  | 8  | 26 | 19 | 7   |
|  | 6.   | Besnatese        | 34 | 30 | 12 | 10 | 8  | 38 | 39 | -1  |
|  | 7.   | Vergiatese       | 33 | 30 | 9  | 15 | 6  | 33 | 36 | -3  |
|  | 8.   | Gallaratese      | 31 | 30 | 12 | 7  | 11 | 20 | 25 | -5  |
|  | 8.   | Besozzo          | 31 | 30 | 9  | 13 | 8  | 32 | 38 | -6  |
|  | 10.  | Ardita Como      | 28 | 30 | 7  | 14 | 9  | 26 | 28 | -2  |
|  | 11.  | Tradate          | 27 | 30 | 9  | 9  | 12 | 23 | 30 | -7  |
|  | 12.  | Lonatese         | 25 | 30 | 9  | 7  | 14 | 42 | 39 | 3   |
|  | 12.  | Rovellasca       | 25 | 30 | 5  | 15 | 10 | 28 | 25 | 3   |
|  | 14.  | Bovisio Masciago | 24 | 30 | 7  | 10 | 13 | 38 | 40 | -2  |
|  | 15.  | Seveso           | 21 | 30 | 7  | 7  | 16 | 20 | 36 | -16 |
|  | 16.  | Angera           | 17 | 30 | 6  | 5  | 19 | 16 | 28 | -12 |

Legenda:
      Ammesso agli spareggi promozione.
      Retrocesso in Prima Categoria.
Regolamento:
Due punti a vittoria, uno a pareggio, zero a sconfitta.
Pari merito in caso di pari punti.

## Girone B

### Squadre partecipanti
| Club                 | Città                      |
| -------------------- | -------------------------- |
| Pol. Albinese        | Albino (BG)                |
| Pol. Almè            | Almè (BG)                  |
| A.C. Biassono        | Biassono (MI)              |
| U.S. Brembillese     | Brembilla (BG)             |
| A.C. Calolziocorte   | Calolziocorte (BG)         |
| U.S. Caravaggio      | Caravaggio (BG)            |
| A.C. Cernusco        | Cernusco sul Naviglio (MI) |
| U.S. Cisanese        | Cisano Bergamasco (BG)     |
| A.S. Cologno Monzese | Cologno Monzese (MI)       |
| G.S. Concorezzese    | Concorezzo (MI)            |
| A.S.C. Leffe         | Leffe (BG)                 |
| A.C. Muggiò          | Muggiò (MI)                |
| A.C. Sebinia         | Lovere (BG)                |
| U.S. Stezzanese      | Stezzano (BG)              |
| C.S. Trevigliese     | Treviglio (BG)             |
| A.C. Verdello        | Verdello (BG)              |

### Classifica finale
|  | Pos. | Squadra         | Pt | G  | V  | N  | P  | GF | GS | DR  |
|  | ---- | --------------- | -- | -- | -- | -- | -- | -- | -- | --- |
|  | 1.   | Biassono        | 39 | 30 | 13 | 13 | 4  | 36 | 20 | +16 |
|  | 2.   | Leffe           | 39 | 30 | 15 | 9  | 6  | 32 | 18 | +14 |
|  | 3.   | Cernusco        | 38 | 30 | 11 | 16 | 3  | 29 | 18 | +11 |
|  | 4.   | Trevigliese     | 35 | 30 | 14 | 7  | 9  | 30 | 22 | +8  |
|  | 4.   | Cologno Monzese | 35 | 30 | 11 | 13 | 6  | 36 | 25 | +11 |
|  | 6.   | Almè            | 34 | 30 | 11 | 12 | 7  | 28 | 23 | +5  |
|  | 7.   | Stezzanese      | 32 | 30 | 7  | 18 | 5  | 33 | 26 | +7  |
|  | 8.   | Cisanese        | 30 | 30 | 8  | 14 | 8  | 29 | 29 | 0   |
|  | 8.   | Muggiò          | 30 | 30 | 9  | 12 | 9  | 25 | 28 | -3  |
|  | 10.  | Albinese        | 28 | 30 | 7  | 14 | 9  | 22 | 21 | +1  |
|  | 10.  | Verdello        | 28 | 30 | 8  | 12 | 10 | 33 | 35 | -2  |
|  | 10.  | Brembillese     | 28 | 30 | 7  | 14 | 9  | 19 | 21 | -2  |
|  | 13.  | Concorezzese    | 27 | 30 | 8  | 11 | 11 | 30 | 35 | -5  |
|  | 14.  | Calolziocorte   | 24 | 30 | 8  | 8  | 14 | 25 | 32 | -7  |
|  | 15.  | Caravaggio      | 20 | 30 | 5  | 10 | 15 | 23 | 40 | -17 |
|  | 16.  | Sebinia         | 13 | 30 | 3  | 7  | 20 | 12 | 49 | -37 |

Legenda:
      Ammesso allo spareggio.
      Retrocesso in Prima Categoria.
Regolamento:
Due punti a vittoria, uno a pareggio, zero a sconfitta.
Pari merito in caso di pari punti.

#### Spareggio 1º posto
|          | Risultati         |       | Luogo e data                     |
| -------- | ----------------- | ----- | -------------------------------- |
| Biassono | (0-0 dts) 4-3 dcr | Leffe | Ponte San Pietro, 20 maggio 1979 |
|          |                   |       |                                  |

## Girone C

### Squadre partecipanti
| Club                    | Città                     |
| ----------------------- | ------------------------- |
| F.C. Aurora Travagliato | Travagliato (BS)          |
| A.S. Capriolo           | Capriolo (BS)             |
| A.C. Carpenedolo        | Carpenedolo (BS)          |
| A.C. Crema              | Crema (CR)                |
| S.S. Dalmine            | Dalmine (BG)              |
| U.S. Darfo Boario       | Darfo Boario Terme (BS)   |
| G.S. Falck Vobarno      | Vobarno (BS)              |
| A.C. Feralpi Lonato     | Lonato (BS)               |
| A.C. Lumezzane          | Lumezzane (BS)            |
| U.S. Melzo              | Melzo (MI)                |
| U.S. Offanenghese       | Offanengo (CR)            |
| A.C. Ospitaletto        | Ospitaletto (BS)          |
| A.C. Pro Palazzolo      | Palazzolo sull'Oglio (BS) |
| A.S. Rivoltana Calcio   | Rivolta d'Adda (CR)       |
| G.S. Rovato             | Rovato (BS)               |
| U.S. Soresinese         | Soresina (CR)             |

### Classifica finale
|  | Pos. | Squadra            | Pt | G  | V  | N  | P  | GF | GS | DR  |
|  | ---- | ------------------ | -- | -- | -- | -- | -- | -- | -- | --- |
|  | 1.   | Crema              | 44 | 30 | 19 | 6  | 5  | 47 | 16 | +31 |
|  | 2.   | Falck Vobarno      | 40 | 30 | 15 | 10 | 5  | 42 | 20 | +22 |
|  | 3.   | Lumezzane          | 36 | 30 | 14 | 8  | 8  | 51 | 36 | +15 |
|  | 4.   | Soresinese         | 34 | 30 | 13 | 8  | 9  | 40 | 31 | +9  |
|  | 5.   | Aurora Travagliato | 33 | 30 | 10 | 13 | 7  | 29 | 23 | +6  |
|  | 5.   | Dalmine            | 33 | 30 | 10 | 13 | 7  | 30 | 29 | +1  |
|  | 7.   | Ospitaletto        | 32 | 30 | 9  | 14 | 7  | 29 | 29 | 0   |
|  | 8.   | Rovato             | 31 | 30 | 10 | 11 | 9  | 28 | 23 | +5  |
|  | 8.   | Melzo              | 30 | 30 | 6  | 18 | 6  | 28 | 28 | 0   |
|  | 10.  | Pro Palazzolo      | 29 | 30 | 8  | 13 | 9  | 33 | 35 | -2  |
|  | 11.  | Feralpi Lonato     | 27 | 30 | 8  | 11 | 11 | 35 | 37 | -2  |
|  | 12.  | Rivoltana          | 26 | 30 | 8  | 10 | 12 | 25 | 37 | -12 |
|  | 13.  | Offanenghese       | 25 | 30 | 7  | 11 | 12 | 28 | 35 | -7  |
|  | 14.  | Carpenedolo        | 21 | 30 | 3  | 15 | 12 | 21 | 40 | -19 |
|  | 15.  | Darfo Boario       | 20 | 30 | 4  | 12 | 14 | 21 | 42 | -21 |
|  | 16.  | Capriolo           | 17 | 30 | 7  | 3  | 20 | 19 | 49 | -30 |

Legenda:
      Ammesso agli spareggi promozione.
      Retrocesso in Prima Categoria.
Regolamento:
Due punti a vittoria, uno a pareggio, zero a sconfitta.
Pari merito in caso di pari punti.
Aurora Travagliato e Lumezzane partita persa per entrambe

## Girone D

### Squadre partecipanti
| Club                       | Città                     |
| -------------------------- | ------------------------- |
| A.C. Casorate Primo        | Casorate Primo (PV)       |
| F.C. Casteggio 1898        | Casteggio (PV)            |
| A.C. Codogno               | Codogno (MI)              |
| F.C. Corbetta              | Corbetta (MI)             |
| U.S. Fiorenzuola           | Fiorenzuola d'Arda (PC)   |
| A.C. Magenta               | Magenta (MI)              |
| Pol. Medese                | Mede (PV)                 |
| A.C. Milanese Libertas     | Milano (MI)               |
| U.S. Mortara               | Mortara (PV)              |
| U.S. Pontolliese           | Ponte dell'Olio (PC)      |
| U.S. Portalberese          | Portalbera (PV)           |
| A.C. Pro Piacenza          | Piacenza (PC)             |
| A.S. Robbio                | Robbio (PV)               |
| S.G. Stradellina Primavera | Stradella (PV)            |
| U.S. Vigor Carpaneto       | Carpaneto Piacentino (PC) |
| C.S. Vittuone              | Vittuone (MI)             |

### Classifica finale
|  | Pos. | Squadra               | Pt | G  | V  | N  | P  | GF | GS | DR  |
|  | ---- | --------------------- | -- | -- | -- | -- | -- | -- | -- | --- |
|  | 1.   | Portalberese          | 43 | 30 | 16 | 11 | 3  | 46 | 22 | +24 |
|  | 2.   | Corbetta              | 40 | 30 | 16 | 8  | 6  | 37 | 22 | +15 |
|  | 3.   | Codogno               | 39 | 30 | 15 | 7  | 8  | 37 | 21 | +16 |
|  | 4.   | Pontolliese           | 34 | 30 | 13 | 8  | 9  | 27 | 24 | +3  |
|  | 4.   | Robbio                | 34 | 30 | 10 | 14 | 6  | 28 | 23 | +5  |
|  | 6.   | Fiorenzuola           | 33 | 30 | 13 | 7  | 10 | 36 | 30 | +6  |
|  | 7.   | Stradellina Primavera | 32 | 30 | 11 | 10 | 9  | 34 | 34 | 0   |
|  | 7.   | Casteggio             | 32 | 30 | 12 | 8  | 10 | 37 | 21 | +16 |
|  | 9.   | Pro Piacenza          | 30 | 30 | 10 | 10 | 10 | 33 | 34 | -1  |
|  | 10.  | Magenta               | 29 | 30 | 10 | 9  | 11 | 35 | 32 | +3  |
|  | 10.  | Medese                | 29 | 30 | 10 | 9  | 11 | 26 | 26 | 0   |
|  | 10.  | Vittuone              | 29 | 30 | 8  | 13 | 9  | 25 | 30 | -5  |
|  | 13.  | Casorate Primo        | 26 | 30 | 7  | 12 | 11 | 26 | 36 | -10 |
|  | 14.  | Vigor Carpaneto       | 23 | 30 | 7  | 9  | 14 | 12 | 26 | -14 |
|  | 15.  | Milanese Libertas     | 16 | 30 | 4  | 8  | 18 | 23 | 49 | -26 |
|  | 16.  | Mortara               | 13 | 30 | 4  | 5  | 21 | 21 | 53 | -32 |

Legenda:
      Ammesso agli spareggi promozione.
      Retrocesso in Prima Categoria.
Regolamento:
Due punti a vittoria, uno a pareggio, zero a sconfitta.
Pari merito in caso di pari punti.

## Spareggi promozione
|              | Risultati |              | Luogo e data                          |
| ------------ | --------- | ------------ | ------------------------------------- |
| Saronno      | 3 - 0     | Portalberese | Motta Visconti, 27 maggio 1979        |
| Crema        | 0 - 1     | Biassono     | Ponte San Pietro, 27 maggio 1979      |
|              |           |              |                                       |
| Biassono     | 3 - 1     | Portalberese | Motta Visconti, 3 giugno 1979         |
| Crema        | 1 - 2     | Saronno      | Ponte San Pietro, 3 giugno 1979       |
|              |           |              |                                       |
| Portalberese | 0 - 0     | Crema        | Sant'Angelo Lodigiano, 10 giugno 1979 |
| Saronno      | 1 - 1     | Biassono     | Desio, 10 giugno 1979                 |
|              |           |              |                                       |

### Classifica finale
|  | Pos. | Squadra      | Pt | G | V | N | P | GF | GS | DR |
|  | ---- | ------------ | -- | - | - | - | - | -- | -- | -- |
|  | 1.   | Saronno      | 5  | 3 | 2 | 1 | 0 | 6  | 2  | +4 |
|  | 2.   | Biassono     | 5  | 3 | 2 | 1 | 0 | 4  | 1  | +3 |
|  | 3.   | Crema        | 1  | 3 | 0 | 1 | 2 | 1  | 3  | -2 |
|  | 4.   | Portalberese | 1  | 3 | 0 | 1 | 2 | 1  | 6  | -5 |

Legenda:
      Promosso in Serie D 1979-1980.
Note:
Due punti a vittoria, uno a pareggio, zero a sconfitta.
Pari merito in caso di pari punti.